# Sarah Murphy
Sarah Jane Murphy (* 16. Februar 1988 in Canmore) ist eine ehemalige neuseeländisch-kanadische Biathletin und Skilangläuferin.
Sarah Murphy wurde zwar in Kanada geboren, ihre Mutter stammt jedoch aus Neuseeland. In ihrer Jugend lebte Murphy einige Jahre in Nelson und besitzt seither zwei Staatsbürgerschaften. Sie entschied sich, international für Neuseeland zu starten, um als erste Biathletin ihres Landes bei Olympischen Winterspielen anzutreten.

## Karriere
Murphy begann im Jahr 2001 mit dem Biathlon. Sie startete für die Rocky Mountain Racers und wurde von John Jaques trainiert. Im Januar 2005 ging sie erstmals bei den Kanadischen Meisterschaften an den Start, wo sie auf Anhieb Vierte wurde. Nach guten Platzierungen bei unterklassigen Rennen verbesserte sie sich ein Jahr später auf den zweiten Rang bei der nationalen Meisterschaft. Im Jahr 2007 nahm sie für Neuseeland an der Juniorenweltmeisterschaft in Martell teil, wo sie im Sprint gute Zwölfte und mit der Staffel sogar Sechste wurde. Zudem triumphierte sie in jenem Jahr bei den Kanadischen Winterspielen. Bei den kanadischen Langlaufmeisterschaften gewann sie 2008 in Whistler den Titel über 10 Kilometer im Skating-Stil. Im selben Jahr ging sie im Biathlon zunächst erneut in niedrigeren Rennklassen wie dem Slowenien-Cup an den Start, ehe sie zu Beginn der Saison 2008/09 zum ersten Mal für den Biathlon-Weltcup nominiert wurde. Hier gelang ihr als bis zum Karriereende bestes Resultat ein 45. Rang beim Sprint von Oberhof 2010. Bei den Biathlon-Weltmeisterschaften 2009 in Pyeongchang kam sie zweimal zum Einsatz und wurde sowohl im Einzel wie auch im Sprint Hundertste. Sarah Murphy nahm an den Olympischen Winterspielen 2010 teil. Ihr bestes Resultat waren der 82. Platz im Einzel als auch im Sprint. Bei den Kanadischen Meisterschaften 2010 gewann Murphy den Titel im Einzel. Ab 2011 gelang ihr im Weltcup kein Ergebnis mehr unter den besten 60. An den Weltmeisterschaften in Chanty-Mansijsk,  Ruhpolding und Nove Město ná Moravě nahm Murphy ebenfalls teil. Nachdem sie in den Jahren 2013 und 2014 nur noch teilweise im Weltcup und sonst im IBU-Cup lief, beendete Sarah Murphy im Februar 2014 ihre Karriere als Biathletin. Grund war die Enttäuschung über die Nichtteilnahme an den Olympischen Spielen in Sotschi trotz erreichter Qualifikationsnormen.

## Statistiken

### Biathlon-Weltcup-Platzierungen
Die Tabelle zeigt alle Platzierungen (je nach Austragungsjahr einschließlich Olympische Spiele und Weltmeisterschaften).
- 1.–3. Platz: Anzahl der Podiumsplatzierungen
- Top 10: Anzahl der Platzierungen unter den ersten zehn (einschließlich Podium)
- Punkteränge: Anzahl der Platzierungen innerhalb der Punkteränge (einschließlich Podium und Top 10)
- Starts: Anzahl gelaufener Rennen in der jeweiligen Disziplin

| Platzierung         | Einzel | Sprint | Verfolgung | Massenstart | Staffel | Gesamt |
| ------------------- | ------ | ------ | ---------- | ----------- | ------- | ------ |
| 1. Platz            |        |        |            |             |         |        |
| 2. Platz            |        |        |            |             |         |        |
| 3. Platz            |        |        |            |             |         |        |
| Top 10              |        |        |            |             |         |        |
| Punkteränge         |        | 2      |            |             |         | 2      |
| Starts              | 16     | 33     |            |             |         | 49     |
| Stand: Karriereende |        |        |            |             |         |        |

### Weltmeisterschaften
Ergebnisse bei Biathlon-Weltmeisterschaften
| Weltmeisterschaft | Weltmeisterschaft | Einzel | Sprint | Verfolgung | Massenstart | Staffel | Mixed-Staffel |
| Jahr              | Ort               | Einzel | Sprint | Verfolgung | Massenstart | Staffel | Mixed-Staffel |
| ----------------- | ----------------- | ------ | ------ | ---------- | ----------- | ------- | ------------- |
| 2009              | Pyeongchang       | 100.   | 100.   | -          | -           | -       | -             |
| 2011              | Chanty-Mansijsk   | 88.    | 85.    | -          | -           | -       | -             |
| 2012              | Ruhpolding        | 85.    | 78.    | -          | -           | -       | -             |
| 2013              | Nové Město        | 93.    | 89.    | -          | -           | -       | -             |

### Olympische Winterspiele
Ergebnisse bei Olympischen Winterspielen:
|                                           | Einzelwettbewerbe | Einzelwettbewerbe | Einzelwettbewerbe | Einzelwettbewerbe | Staffelwettbewerbe | Staffelwettbewerbe |
| Sprint                                    | Verfolgung        | Einzel            | Massenstart       | Damenstaffel      | Mixedstaffel       |                    |
| ----------------------------------------- | ----------------- | ----------------- | ----------------- | ----------------- | ------------------ | ------------------ |
| Olympische Winterspiele 2010 \| Vancouver | 82.               | –                 | 82.               | –                 | –                  | –                  |